# Rhamphobrachium diversosetosum
Rhamphobrachium diversosetosum är en ringmaskart som beskrevs av Monro 1937. Rhamphobrachium diversosetosum ingår i släktet Rhamphobrachium och familjen Onuphidae.
Artens utbredningsområde är Mexikanska golfen. Inga underarter finns listade i Catalogue of Life.